# Edward B. Vreeland

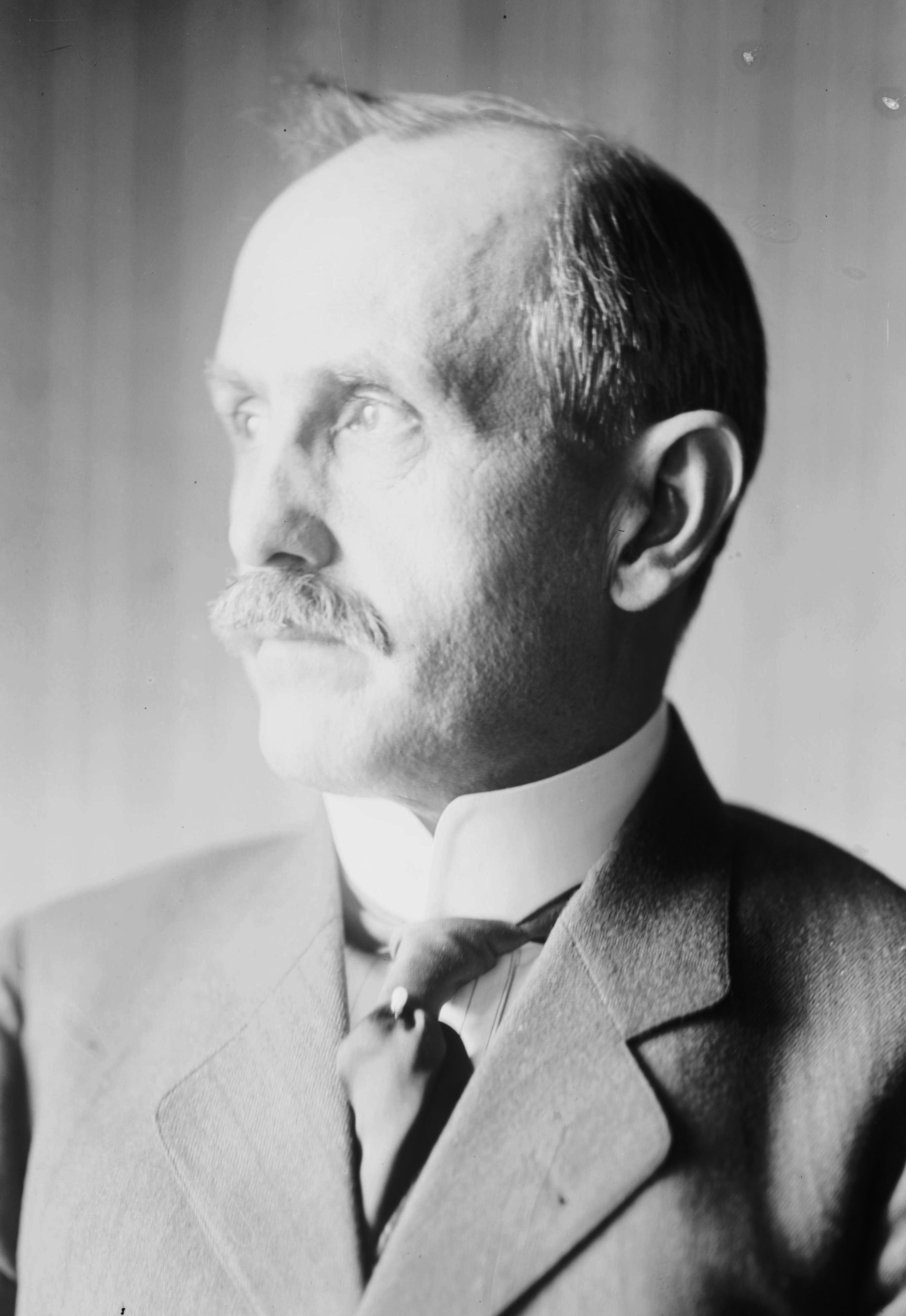
Edward B. Vreeland (1908)

Edward Butterfield Vreeland (* 7. Dezember 1856 in Cuba,  Allegany County, New York; † 8. Mai 1936 in Salamanca, New York) war ein US-amerikanischer Politiker. Zwischen 1899 und 1913 vertrat er den Bundesstaat New York im US-Repräsentantenhaus.

## Werdegang
Edward Vreeland besuchte bis 1877 die Friendship Academy. Bereits seit 1869 lebte er in Salamanca, wo er zwischen 1877 und 1882 als Schulrat die Aufsicht über die öffentlichen Schulen hatte. Nach einem anschließenden Jurastudium und seiner 1881 erfolgten Zulassung als Rechtsanwalt hätte er in diesem Beruf praktizieren können. Er verzichtete aber auf die Ausübung eines juristischen Berufs. Stattdessen betätigte er sich im Bankgewerbe, der Ölbranche und im Versicherungswesen. 1891 wurde er Präsident der Firma Salamanca Trust Co. Von 1889 bis 1893 war Vreeland Posthalter in Salamanca. Politisch schloss er sich der Republikanischen Partei an.
Nach dem Rücktritt des Abgeordneten Warren B. Hooker wurde Vreeland bei der fälligen Nachwahl für den 34. Sitz von New York als dessen Nachfolger in das US-Repräsentantenhaus in Washington, D.C. gewählt, wo er am 7. November 1899 sein neues Mandat antrat. Nach sechs Wiederwahlen konnte er bis zum 3. März 1913 im Kongress verbleiben. Zwischen 1909 und 1911 war er Vorsitzender des Committee on Banking and Currency. Von 1909 bis 1912 war er Vizepräsident der National Monetary Commission. Seit 1903 vertrat Vreeland den damals neu eingerichteten 37. Distrikt seines Staates im Kongress.
Im Jahr 1912 verzichtete er auf eine weitere Kongresskandidatur. Nach dem Ende seiner Zeit im US-Repräsentantenhaus nahm er seine früheren Tätigkeiten in Salamanca wieder auf. Am 1. Januar 1936 zog er sich in den Ruhestand zurück. Edward Vreeland starb am 8. Mai 1936 in Salamanca, wo er auch beigesetzt wurde.